# Ljana
Ljana (Ляна) è un film del 1955 diretto da Boris Vasil'evič Barnet.